# Aloys Lenz (Politiker, 1910)
Aloys Lenz (* 10. Februar 1910 in Vochem; † 1. März 1976 in Brühl (Rheinland)) war ein deutscher Politiker der CDU.

## Leben und Beruf
Nach dem Besuch der Dorfschule absolvierte Lenz, der römisch-katholischen Glaubens war, eine Schlosserlehre. Nach der Gesellenprüfung absolvierte er ein Abendstudium an der Staatlichen Maschinenbauschule in Köln. Später schloss er ein Studium an der Staatlichen Fachschule für Wirtschaft und Verwaltung in Düsseldorf ab. Er arbeitete bis zur Zerschlagung der Gewerkschaften 1933 als Gewerkschaftssekretär für den Christlichen Kommunalarbeiter-Verband. Während des Nationalsozialismus war er als Maschinenschlosser in der chemischen Industrie beschäftigt.
Nach dem Zweiten Weltkrieg beteiligte er sich an der Gründung des DGB und wurde Gewerkschaftssekretär bei der IG Bergbau.

## Partei
Lenz war stellvertretender Kreisvorsitzender der CDU im Landkreis Köln.

## Abgeordneter
Lenz war Stadtrat in Brühl und Mitglied des Kreistages im Kreis Köln. Er war von 1947 bis 1950 Landtagsabgeordneter in Nordrhein-Westfalen, wo er den Wahlkreis Köln-Land-Süd vertrat.
Lenz gehörte dem Deutschen Bundestag von dessen erster Wahl 1949 bis 1969 an. Er wurde in dieser Zeit stets im Wahlkreis Köln-Land direkt ins Parlament gewählt. 1950 war er stellvertretender Vorsitzender des Parlamentarischen Untersuchungsausschusses zur Untersuchung der Ursachen der Grubenkatastrophe auf Zeche „Dahlbusch“ (Gelsenkirchen).
Vom 10. Februar 1953 bis zum 21. Januar 1970 war er auch Mitglied des Europaparlaments.

## Ehrungen
- 1968: Verdienstkreuz 1. Klasse der Bundesrepublik Deutschland